# Steve Dobrogosz
Stephen Walter Dobrogosz, född 26 januari 1956 i Bellefonte, Pennsylvania, är en amerikansk kompositör och pianist. 
Steve Dobrogosz är son till mikrobiologen Walter och Donna Dobrogosz. Han växte upp i Raleigh i North Carolina i USA och studerade på Berklee College of Music i Boston i Massachusetts i USA.
Han är sedan 1978 bosatt och verksam i Stockholm. Hans album med Anna Christoffersson, It's Always You och Rivertime, var nominerade till en Grammis i kategorin ”Årets jazz”.
Dobrogosz verk sträcker sig över flera olika genrer – jazz, pop och klassiskt. Han har skrivit flera populära körverk, bland annat Mass (1992) som har framförts i över 40 länder.
Han hade ett långvarigt samarbete med Berit Andersson och de gav ut flera skivor.
Han är gift med flöjtisten Katarina Fritzén och far till jazzpianisten Jonathan Fritzén.

## Diskografi
- 1980 – Songs, med Steve Dobrogosz Trio
- 1981 -  Confessions
- 1982 – Fairytales, med Radka Toneff
- 1986 – The Child's Gift, med Steve Dobrogosz Vocal Ensemble
- 1990 – Jade, med Berit Andersson
- 1994 – Pianopieces, solo och duet med Pétur "Island" Östlund
- 1996 – Duckwalk, Steve Dobrogosz Quartet
- 1997 – Mass and chamber music, med St. Jacob's Chamber Choir
- 1998 – Ebony Moon, solo piano
- 1999 – Best of Dobrogosz and Andersson, med Berit Andersson
- 2000 – Feathers, med Jeanette Lindström
- 2004 – Requiem/Te Deum, med St. Jacob's Chamber Choir
- 2006 – It's Always You, med Anna Christoffersson
- 2006 – When Lilacs Last in the Dooryard Bloom'd, med St. Jacob's Chamber Choir
- 2007 – Chambers, solo piano
- 2008 – Rivertime, med Anna Christoffersson
- 2009 – My Rose, a Shakespeare oratorio
- 2009 – Stream, solo piano
- 2009 – Twilight Melodies, solo piano
- 2009 – Poems, med Annika Skoglund
- 2009 – Golden Slumbers, Steve Dobrogosz plays Lennon/McCartney
- 2010 – Your Songs, Steve Dobrogosz plays Elton John
- 2010 – Covers, med Anna Christoffersson
- 2010 – World, pianos
- 2010 – Spanish Steps and other pieces, solo piano
- 2010 – Celebratory Music, for pipe organ, spelad av Andrew Canning
- 2011 – Charts, solo piano
- 2012 – Garden Music, solo piano
- 2012 – Christmas Cantata, Akademiska Kören i Linköping
- 2013 – Candlelight, solo piano
- 2013 – The Water of Life, solo piano
- 2014 – Forest, solo piano
- 2014 – Dreams, solo piano
- 2015 – Free Country, solo piano
- 2015 – Sequencer , 43 basement tapes
- 2015 – Bara, with Chikako Hino
- 2016 – The Wild Bird Flies, jazztrio
- 2016 – Stabat Mater, körverk, med Hiroshima Chuo Choir
- 2016 – Silencer, solo piano
- 2016 – The B3z, jazz/rock
- 2017 – Anthology, with Berit Andersson
- 2017 – Sha-La, Steve Dobrogosz Vocal Ensemble
- 2017 – Forgotten Man, rock/blues/country piano
- 2017 – Candlelight Two, solo piano
- 2018 – The Earth Is Singing, with SYC Ensemble Singers
- 2018 – Divertimenti
- 2019 – Piano
- 2019 – Rocking Chair